# Squamispa fasciata
Squamispa fasciata is een keversoort uit de familie bladkevers (Chrysomelidae). De wetenschappelijke naam van de soort werd in 1928 gepubliceerd door Maulik.